# 东亚-澳大利西亚迁飞区

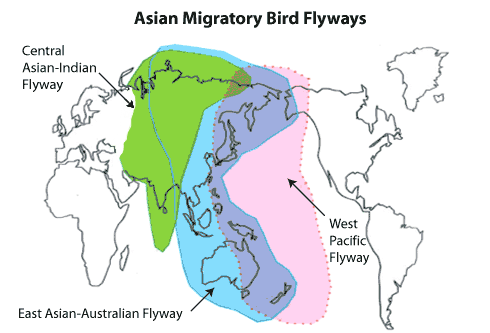
中亚迁飞区、东亚-澳大利西亚迁飞区以及西太平洋候鸟迁飞区

东亚-澳大利西亚迁飞区是一條候鳥迁徙路线，它覆盖22个国家及地区。它北至俄罗斯泰梅爾半島以及美國阿拉斯加州，南至澳大利亚和新西兰。途徑中华人民共和国、日本、朝鮮、东南亚和西太平洋。每年有250多个种群、逾5000万只水鸟通过迁飞区迁徙。2006年11月6日，东亚-澳大利西亚候鸟迁飞区伙伴协定簽署。